# 刘志兰
刘志兰（1917年—1992年），北京人，中华人民共和国政治人物。

## 生平
刘志兰毕业于北平师范大学女附中读书，参加一二·九运动，曾经担任北平市西城区民先区队区队长。到延安之后在中共中央北方局妇委工作，并任陕北公学分校教导员。1937年2月，加入中国共产党。1939年4月16日与左权在八路军总部潞城北村结婚。婚后第二年，生女儿左太北。1940年在延安保育院工作，并任陕北公学分校教导员。1948年北平谈判后，与左权前秘书陈守忠结婚。1957年，担任包头钢铁公司书记。1960年，随丈夫调入太原，担任山西省农工部副部长。
文化大革命爆发后，1967年1月6日，刘格平返回山西后，召集张日清、袁振、刘贯一、陈守忠，组建了以刘格平为组长的“中共山西省核心小组”，开始策划夺山西省的党政领导权。1967年1月12日晚上，刘格平召集核心小组成员和“造反派”头头开会，成立“山西革命造反总指挥部”，会后数百人冲进省委、省人委、中共太原市委、太原市人大委员会的办公大楼，抓人抄家、抢夺印章、查封办公室。随即发出《山西省革命造反总指挥部第一号通告》，宣布“夺了省委、省人委、市委、市人委等党政机关的权”。1月25日，“山西革命造反总指挥部”在太原五一广场召开了10万人参加的“山西省革命造反派大联合、大夺权誓师大会”。同年2月10日，中共山西省核心小组发出通知，宣布“成立中共山西省核心小组，由9人组成（陈守忠与刘志兰均为成员）。但文化大革命爆发不久，夫妻两人均被关押入狱。
1991年5月，刘志兰被查出罹患淋巴癌。1992年逝世，享年75岁。